# Abd-al-Mahdí (nom)
Abd-al-Mahdí és un nom masculí teòfor àrab islàmic xiïta (àrab: عبد المهدى, ʿAbd al-Mahdī) que literalment significa ‘Servidor del Ben Guiat’ o ‘Servidor del Mahdí’, en referència al mahdí que, segons l'escatologia islàmica, ha de restaurar l'islam a la Terra al final dels temps. Si bé Abd-al-Mahdí és la transcripció normativa en català del nom en àrab clàssic, també se'l pot trobar transcrit Abdul-Mahdi... normalment per influència de la pronunciació dialectal o seguint altres criteris de transliteració. Com a teòfor, també el duen musulmans xiïtes no arabòfons que l'han adaptat a les característiques fòniques i gràfiques de la seva llengua.